# Jean-Joseph Faict
Jean-Joseph Faict (Leffinge, 22 maggio 1813 – Bruges, 4 gennaio 1894) è stato un vescovo cattolico belga.

## Biografia
Figlio di un birraio, studiò presso il seminario minore di Roeselare, poi nel seminario maggiore di Bruges e completò la sua formazione presso l'Università di Lovanio. Fu ordinato prete nel 1838.
Fu docente di storia ecclesiastica, teologia morale e fisica nel seminario maggiore di Bruges e nel 1849 assunse la direzione del seminario minore di Roeselare.
Vescovo di Bruges dal 1864, prese parte al Concilio Vaticano I.
Si oppose alla spinta secolarizzatrice che i liberali stavano dando alla politica belga e appoggiò apertamente il partito cattolico; sostenne la formazione di associazioni cattoliche di lavoratori
Curò la formazione del clero e promosse tra i fedeli la devozione mariana.
Morì nel 1894, dopo quasi trent'anni di episcopato.

## Genealogia episcopale e successione apostolica
La genealogia episcopale è:
- Vescovo Johannes Wolfgang von Bodman
- Vescovo Marquard Rudolf von Rodt
- Vescovo Alessandro Sigismondo di Palatinato-Neuburg
- Vescovo Johann Jakob von Mayr
- Vescovo Giuseppe Ignazio Filippo d'Assia-Darmstadt
- Arcivescovo Clemente Venceslao di Sassonia
- Arcivescovo Massimiliano d'Asburgo-Lorena
- Vescovo Kaspar Max Droste zu Vischering
- Vescovo Joseph Louis Aloise von Hommer
- Vescovo Nicolas-Alexis Ondernard
- Vescovo Jean-Joseph Delplancq
- Cardinale Engelbert Sterckx
- Vescovo Jean-Joseph Faict

La successione apostolica è:
- Arcivescovo Paul Goethals, S.I. (1878)
- Cardinale Pierre-Lambert Goossens (1883)